# ラジャ・ハジ・フィサビッリラー空港
ラジャ・ハジ・フィサビッリラー空港(旧称：キジャン空港)（ラジャ・ハジ・フィサビッリラーくうこう、インドネシア語:Bandar Udara Raja Haji Fisabilillah、マレー語:Lapangan Terbang Antarabangsa Raja Haji Fisabilillah、英語:Raja Haji Fisabilillah International Airport）は、インドネシア共和国・リアウ諸島州のビンタン島に位置する空港である。
ビンタン島では、2020年の開港をめざし、新空港が建設中である。

## 就航航空会社と就航都市

### 国内線
| 航空会社                   | 就航地                                |
| -------------------------- | ------------------------------------- |
| ガルーダ・インドネシア航空 | スカルノ・ハッタ国際空港（ジャカルタ) |
| ライオン・エア             | スカルノ・ハッタ国際空港（ジャカルタ) |
| ナム・エア                 | スカルノ・ハッタ国際空港（ジャカルタ) |
| スシ・エア                 | ダボ・シンケップ空港（シンケップ島)   |